# 肝性脑病
肝性腦病（英語：Hepatic encephalopathy，HE） 是肝衰竭導致的意識狀態改變。發作形式或是漸進，或是突然。其他症狀包括行動困難、情緒變化或是性格變化。到晚期階段，患者會進入昏迷狀態。
HE會發生在患有急性，或是慢性肝病的患者身上。感染、消化道出血、便秘、電解質不平衡或是某些藥物都可能會引起發作。據信潛在的機制是氨（一種通常透過肝臟可排除的物質）在血液中累積的結果。診斷方式通常是把其他潛在的原因排除後而確定。這種症狀可經由檢查血液中氨的水準、腦電圖、或是大腦的電腦斷層掃描（CT scan）取得支持的證據。
HE通常透過對症治療和處理病症的觸發因素來設法逆轉。通常會使用乳果糖來降低氨的水準。某些抗生素（如利福昔明）和益生菌是其他的可能選擇。肝臟移植可把重症患者的預後改善。
超過40%的肝硬化患者會發展出HE。超過一半的肝硬化，加上有嚴重HE的患者，其壽命會短於一年。有機會接受肝臟移植的患者中，移植後五年內的死亡率低於30%。這種病症最晚在1860年就曾被描述過。

## 醫學徵象
最輕微的HE很難透過臨床方式發現，但可透過神經心理測試來顯示。表現的病徵為健忘、輕度意識模糊、和易怒。第一級（I）HE的特徵為睡眠週期顛倒（白天睡眠，夜間清醒），第二級（II）是嗜睡和性格改變。第三級（III）是意識模糊狀況惡化。第四級（IV）是逐步陷入昏迷。
更嚴重的HE會造成意識水準惡化，從嗜睡進展為昏睡，最終是昏迷。在其中的階段，患者的四肢會有特徵性抽動（撲翼樣震顫（四肢抽搐），或稱“肝性擺顫（liver flap）”）；四肢抽搐會隨著昏睡的加重而消失。然後出現定向障礙和失憶症，可能會出現不恰當的行為。進入第三級時，神經系統檢查會顯示陣攣和陽性的巴賓斯基反射。到末期時出現昏迷和癲癇發作；最後會因為發生腦水腫而死亡。
腦病常與肝衰竭的其他醫學徵象同時發生，這些徵象包括黃疸、腹水、和外周性水腫。足底腱反射的程度可能加大，巴賓斯基反射可能異常（嚴重腦病的患者的足部反應是伸展而非彎曲）。這類患者呼氣時會散發出特殊的氣味（肝病性口臭）。

## 原因
在一小部分病例中，腦病直接由肝衰竭引起；尤其是由於急性肝衰竭。更常見的是在慢性肝病患者中，HE常由其他原因所引發，能夠識別這些觸發因素變得很重要，因為將可針對這種發病提供有效治療。
| Type          | 原因 |
| ------------- | --- |
| 過量 氨負荷   | 吸收大量蛋白質、消化道血管（例如{{le\|食道靜脈曲張\|esophageal varices）破裂，富含蛋白質的血液重新被腸道吸收的結果）、腎功能衰竭（無法排除含氨的廢棄物，如尿素）以及便秘 |
| 電解質 不平衡 | 採用利尿劑處理腹水情況的患者，通常會出現低血鈉症和低鉀血症，另有鹼中毒、缺氧及脫水的情況                                                                                 |
| 藥物 治療     | 如苯二氮䓬類藥物的鎮靜劑（通常用來治療酒精戒斷症候群，或是焦慮症）、麻醉藥物（當作鎮痛藥，或用來治療物質濫用症狀）、抗精神病藥及治療酒精中毒藥物                         |
| 感染          | 肺炎、泌尿道感染、自發性細菌性腹膜炎及其他感染 |
| 其他          | 外科手術、肝病進一步惡化、其他導致肝臟受損的因素（例如酒精性肝炎，A型肝炎）                                                                                              |
| 不明原因      | 此類病例中，有20% - 30%查不出原因。 |

在建立經頸靜脈肝內門脈系統靜脈分流術 (TIPS，簡稱門體分流，用於治療難治性腹水、食道靜脈曲張出血、和肝腎症候群）後也可能發生HE。佔病例中的百分比有30%，在以前曾患過腦病、高齡、女性、和非酒精引起的肝病患者群組中，有較高的發生率。

## 發病
肝功能障礙或是門體分流會導致腦病的原因有好幾種解釋。在健康的個人，由腸道而來含有氨的複合物（由腸道菌群從食物中製造）經由肝門靜脈輸送到肝臟，這些氨複合物中有80-90%在肝臟的尿素循環中迅速被代謝或是排出。但這種過程在所有HE的亞型中均受到破壞 - 因為肝細胞無法代謝廢物，不然因為門靜脈血液經由側支循環或是醫學構建的分流而繞過肝臟的緣故。含氨廢物在身體循環系統中積累（因此以前將此症狀稱為“門體性腦病”）。廢物中最重要的的是氨（NH3）。這種小分子穿過血腦屏障，受到星形膠質細胞吸收和代謝，星形膠質細胞是大腦中的細胞，佔大腦皮質體積的30%。星形膠質細胞把谷氨酸合成為谷氨酰胺時會使用到氨。增加的谷氨酰胺導致星形膠質細胞滲透壓增加而變得腫脹。有抑制功能的γ-氨基丁酸（GABA）系統活性因而增加，而把提供給其他細胞的能量減少。這可當作是種“細胞毒性”類型腦積水的例子。
雖然有很多研究證明氨的核心作用，但這種物質的水準並不一定與腦病的嚴重程度相關；有人懷疑這表示血清內氨的水準相對較低的嚴重症狀患者中，有更多的氨已經被吸收進入大腦之中。與HE有關的其他廢物包括硫醇、短鏈脂肪酸和苯酚。
另有許多HE的異常狀況受到描述，但這些如何導致疾病的方式尚未被確定。谷氨酸轉運蛋白基因表達的喪失（尤其是興奮性氨基酸轉運蛋白2）已確定是由急性肝衰竭造成。患者也顯現出苯二氮䓬類化合物水準升高以及GABA神經遞質系統異常。也發生芳香族氨基酸（苯丙氨酸、異亮氨酸和酪氨酸）和支鏈氨基酸（亮氨酸、異亮氨酸、和纈氨酸）之間的失衡的現象；這會導致偽神經遞質（如章胺和苯基乙醇胺）的產生。也有血清素系統失調的報導。可能是鋅的消耗和錳的積累發生的作用。身體其他部位的發炎可能透過細胞因子和細菌脂多醣對星形膠質細胞的作用而誘發腦病。

## 診斷

### 調查
因為HE症狀與其他腦病變相似，診斷只能透過有確診的肝病（A型肝炎和C型肝炎）或實施過門體分流手術（B型肝炎）的情況下確定。要做區別，需要透過異常肝功能測試和/或醫學超音波檢查，最好是透過肝臟穿刺檢查以確定是否有肝臟疾病。HE的症狀也可能由其他情況引起，例如腦內出血和癲癇發作（這兩種情況在慢性肝病中較常見）。透過腦部CT掃描可把腦內出血的情況排除，如果懷疑是癲癇發作，可透過腦電圖做判斷。腦病的罕見類似症狀有腦膜炎、腦炎、韋尼克氏腦病、和威爾森氏症；這些因素可能會在臨床上受到懷疑，必須透過調查加以證實。
當其他導致意識模糊或昏迷的原因受到排除，在臨床診斷上會認為是HE；沒任何測試可完全把診斷確定或是排除。90%的患者血清氨水準會升高，但並非所有高氨血症與腦病有關。對大腦做CT掃描，除非是腦病到達IV級的程度，通常不會被發現異常，此時腦腫脹（腦水腫）可能會被察覺。其他神經成像方式，例如磁共振成像(MRI)，雖然可能會顯示出異常，但目前不被認為有幫助。在0級，腦電圖沒顯示明顯的異常，即使當時已有輕微的腦病存在；在 I、II、和III級的時候，額葉上有以5Hz振蕩的三相波，在IV級有緩慢的delta 波活動。然而這些腦電圖的變化不足以把HE和其他疾病做區別。
一旦做出腦病的診斷，就要努力排除潛在的原因（如上面“原因”中所列出）。這需要做血液檢查（尿素和電解質、全血細胞計數、肝功能測試），通常包含胸部X光, 和尿液分析。如果有腹水, 可能需要進行診斷性腔液穿刺術以確定是否有自發性細菌性腹膜炎 (SBP)的感染發生。

### 分類

#### West Haven分級
HE的嚴重程度可運用West Haven分級法做分類；這是根據患者自主性受損程度、意識改變、智力功能、行為和對治療的依賴來判斷。
- 0級 - 除了智力和協調能力可能輕度下降外，沒明顯變化
- 1級 - 輕微缺乏意識；欣快或是焦慮；注意力持續的時間縮短；數學加法或減法能力受損
- 2級 - 嗜睡或是冷漠；輕微失去時間或地點的感覺；微妙的性格變化；不適當行為
- 3級 - 昏睡到半木僵（英语：stupor），但對語言刺激有反應；意識模糊；嚴重失去方向感
- 4級 - 昏迷

#### 類型
HE的分類在1998年維也納舉行的世界胃腸學大會（World Congress of Gastroenterology 1998）被提出。根據這項分類，HE因潛在原因被細分為A、B、和C型。
- A型（= 急性）描述與急性肝衰竭相關的HE，通常與腦水腫相關
- B型（= 分流）是由門靜脈系統分流所引起，並無相關的內在肝病
- C型（= 肝硬化）發生在有肝硬化的患者身上 - 這類型細分為發作性、持續性、和輕微腦病

輕微腦病 (MHE) 被定義為不會導致臨床上明顯的認知功能障礙的腦病，但可透過神經心理學研究來證實。這算是種重大的發現，因為患有MHE會損害生活品質和增加交通事故的風險。

#### 輕微腦病
根據定義，輕微HE的診斷需要神經心理學測試。較早的測試包括“數字連接測試”A和B（測量一個人可連接隨機分散的數字1到20所需的時間）、“方塊設計測試”和“數字符號替換測試“。 一個專家小組在2009年得出結論，在測量認知功能多個領域的神經心理學測試，採用一組包含多種的測試，通常比單一測試的結果更為可靠，並且往往與功能狀態有更強的相關性。有兩組測試方法 - Repeatable Battery for the Assessment of Neuropsychological Status(RBANS)和PSE-Syndrom-Test可供採用。在德國開發並在其他幾個歐洲國家驗證過的PSE-Syndrom-Test測試方法也把舊的評估工具，例如數字連接測試包含在內。

## 治療
如果腦病屬於嚴重的人（第3和第4級），由於咽反射等保護性反射減弱，可能會發生呼吸道受到阻塞的風險，而會導致呼吸停止。因此通常需要把患者轉移到較高級別的護理機構（例如加護病房），並實施氣道插管，以防止危及生命的併發症（例如吸入性肺炎或呼吸衰竭）產生。而採用鼻胃管可安全施用營養素和藥物。
治療HE取決於推斷的潛在病因（A、B或C型）以及是否有這些潛在病因的存在。如果腦病是由急性肝衰竭（A型）造成，即使是輕度（1-2級），也表明可能需要做肝臟移植，建議最好轉移到專科部門處理。接受TIPS（分流）手術的患者可能會出現B型HE；在大多數情況下，這情況會自行解決，或是透過下面討論的醫學治療解決，但有大約5%的病例，需要把分流關閉來解決症狀。
對於C型HE，初始治療的的重點是找出替代治療方式，或是確定實際潛在原因。有鑑於感染頻率是潛在原因，通常是根據經驗療法而採用抗生素（雖然尚不知確切的感染來源和性質）。一旦腦病發作得到有效治療之後，可能就需要決定是否準備進行肝臟移植。

#### 飲食
以往人們認為即使攝入正常水準的蛋白質也會把HE的風險提高。但此看法已被證明不正確。而且一般罹患長期肝病的患者會有營養不良的情況，因此需要足夠的蛋白質以維持體重。建議患者的飲食內容該含有足夠的蛋白質和能量。
在患者膳食中補充支鏈氨基酸，可改善腦病和其他肝硬化併發症。
一些研究顯示患者攝取益生菌有益。

### 乳果糖/乳糖醇
乳果糖和乳糖醇屬於二糖（雙醣），不會被人體消化道所吸收。這種醣類被認為可減少細菌產生氨的數量，而且把氨轉化為不被吸收的(NH4+)形式的離子，經過腸道轉運轉為為廢棄物。通常每天給藥3次，每次15-30毫升的劑量；希望達到每天排泄3-5次軟便，或在某些情況下，糞便的pH值達到<6.0的水準。乳果糖也可透過灌腸方式施用，特別是在病情嚴重的時候。較常見的是使用磷酸鈉灌腸。這種做法可緩解便秘（腦病的原因之一），並增加腸道通便容易度。
採用乳果糖和乳糖醇，有助於治療腦病，這類做法被建議當做為一線治療方式。而在治療時，乳糖醇似乎較乳果糖為有效。乳果糖和乳糖醇的副作用包括可能會有腹瀉、腹部脹氣、放屁、和噁心。對於急性肝衰竭的情況時，尚不清楚乳果糖是否有益。腹部脹氣可能會對肝臟移植手術產生干擾。

### 抗生素
對於復發性腦病患者，除了乳果糖外，另推薦加用利福昔明。利福昔明是種不可吸收的利福黴素類抗生素。這種抗生素被認為可發揮類似新黴素或是甲硝唑的功效，但不會產生併發症。由於使用乳果糖的歷史悠久且成本較低，利福昔明通常在如患者對於果乳果糖耐受性差或無效時，僅用作二線治療方式之用。當同時採用乳果糖和利福昔明時，效果會比單獨使用任何一項會高。利福昔明的成本比乳果糖更高，但這種成本可能會因為患者較少的住院次數而被抵消。
新黴素和甲硝唑也是用於治療HE的抗生素。使用的基本原理是腸道細菌會產生和轉化氨和其他廢物，殺死這些細菌將可減少廢物的產生。選擇新黴素是因為它的腸道吸收率低，如果利用注射的方式施用新黴素和類似的胺基糖苷類抗生素，可能會導致患者的聽力損失和腎功能衰竭。後來的研究顯示口服式的新黴素確能被腸道吸收，而導致併發症。甲硝唑同樣不常被使用，因為長期使用時，除對消化系統產生副作用外，還會導致周邊神經病變。

### L-鳥氨酸和L-天冬氨酸
採用L-鳥氨酸和L-天冬氨酸 (LOLA) 組合可降低患者血液中氨的水準。有非常弱的臨床試驗證據顯示使用LOLA治療可能對於HE患者有益。LOLA透過尿素循環增加而產生尿素，把氨的水準降低，這是一種把氨轉化為如尿素的中性物質，而把氨代謝排除的途徑。LOLA可與乳果糖和/或利福昔明聯合使用，單獨使用任何一種，在控制症狀方面的效果不好。

## 流行病學和預後
肝硬化患者中，每年會發生HE的風險為20%，並且在任何時候，大約有30-45%的肝硬化患者會出現明顯的腦病。而透過正式的神經心理測試，可偵測的輕微HE比率高達60-80%；有輕微HE情況，會把未來發展為明顯腦病的可能性增高。一旦患者發展出HE，預後主要取決於肝衰竭的其他標識，例如白蛋白（一種肝臟產生的蛋白質）水準、凝血酶原時間（評估患者血液的凝血能力，依賴肝臟中產生的蛋白質進行)、有腹水以及膽紅素（一種由肝臟結合和排泄的血紅蛋白分解物）的水準。連同腦病的嚴重程度，這些標識被納入Child-Pugh分期系統；系統評分可決定患者具有一年和兩年的生存期，有助於做出肝臟移植的決定。
在急性肝衰竭的案例，嚴重腦病的出現清楚預測出有短期內死亡的可能，和確定肝衰竭根本原因以制定預後計劃，兩者幾乎一樣重要。歷史上供肝臟移植廣泛使用的標準，例如倫敦國王學院標準的用途有限，最近的指南不鼓勵過度依賴這些標準。威爾森氏症（遺傳性體內銅積累）和蘑菇中毒患者發生的肝性腦病表明迫切需要進行肝臟移植。

## 歷史
被現代人譽為醫學之父的古希臘醫師希波克拉底（生卒約為公元前460年及370年）可能已描述過出現異常行為的黃疸患者。1世紀的凱爾蘇斯和3世紀的蓋倫也認出這種情況。許多把肝病與神經精神症做出聯繫的現代描述是在18和19世紀出現；例如，義大利的喬瓦尼· 莫爾加尼 (生1682年，卒1771年) 在1761年報告說這是一種漸進式的疾病。
在1950年代，有幾項報告把先前提出的眾多異常列舉，並把先前闡明的理論予以證實，即代謝障礙和門體分流是HE背後的潛在機制，富含氮的化合物來自腸道。女爵士謝拉·夏洛克教授 (生1918年，卒2001年) 在倫敦皇家學士後醫學院和隨後的皇家自由醫院進行許多此類研究。同一小組也對膳食蛋白質的限制和新黴素做過研究。
West Haven分級法是由耶魯大學的Harold Conn教授 (生1925年，卒2011年)
及其同事在研究乳果糖的治療功效時所制定。